# Девиль, Морис
Морис Джон Девиль (род. 31 июля 1992, Зулинген, Нижняя Саксония) — люксембургский футболист, полузащитник клуба «Шальке 04 II». Выступал за сборную Люксембурга.

## Биография

### Ранние годы
Морис Девиль родился в 1992 году в Зулингене в семье немки и люксембургского футболиста Франка Девиля. Позднее его родители разошлись.

### Карьера
Девиль играл на клубном уровне в Германии за «Алеманнию», «Эльверсберг» и «Саарбрюкен».
Он дебютировал за сборную Люксембурга в 2011 году, а также участвовал в отборочных матчах чемпионата Европы по футболу среди юношей до 21 года.
В июле 2014 года он присоединился к «Кайзерслаутерну», чтобы играть за команду до 23 лет, но год спустя он был переведён в основной состав и подписал профессиональный контракт в феврале 2016 года.
В августе 2016 года он ушёл в аренду в «Франкфурт» до лета 2017 года.
Морис Девиль вернулся в «Саарбрюкен» в августе 2020 года.